# Епл Маунтин Лејк (Вирџинија)
Епл Маунтин Лејк (енгл. Apple Mountain Lake) насељено је место без административног статуса у америчкој савезној држави Вирџинија.

## Демографија
По попису из 2010. године број становника је 1.396.
| Група             | 2000.    | 2010.         |
| Белци             | 0 (0,0%) | 1.216 (87,1%) |
| Афроамериканци    | 0 (0,0%) | 20 (1,4%)     |
| Азијати           | 0 (0,0%) | 24 (1,7%)     |
| Хиспаноамериканци | 0 (0,0%) | 106 (7,6%)    |
| Укупно            | 0        | 1.396         |